# Arichanna refracta
Arichanna refracta là một loài bướm đêm trong họ Geometridae.